# Martín Varsavsky

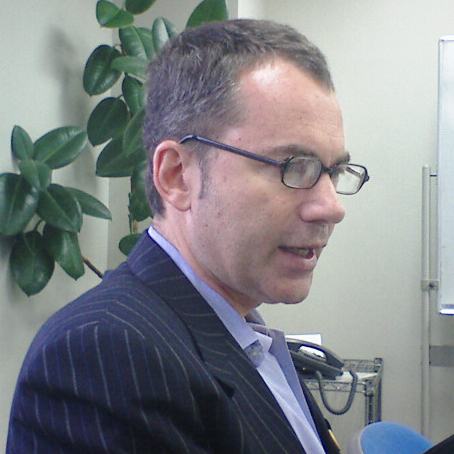
Martín Varsavsky

Martín Varsavsky (Buenos Aires, 26 april 1960) is een Argentijns-Spaans ondernemer, oprichter van onder andere Fon, een Spaans bedrijf dat een netwerk voor draadloze internettoegang aanbiedt.

## Levensloop
Varsavsky vluchtte toen hij zestien jaar was met zijn familie naar de Verenigde Staten, nadat een neef tijdens het generaalsregime was verdwenen. Hij behaalde een bachelor internationale betrekkingen aan de New York University (NYU) en een master bedrijfskunde aan de Columbia-universiteit.
Hij startte verschillende bedrijven, waaronder het internetbedrijf Fon en de telecombedrijven Viatel en Jazztel. In 2021 richtte hij met zijn bedrijf Prelude Fertility in een aantal landen, waaronder Spanje, een eicelbank op om vrouwen de mogelijkheid te bieden het krijgen van kinderen uit te stellen. Zo zou bovendien de menselijke voortplanting kunnen worden geprofessionaliseerd.
Varsavsky of aan hem gelieerde stichtingen zijn betrokken geweest bij twee grote onderwijsprojecten in Latijns-Amerika. Ook was hij bestuurlijk betrokken bij de Clinton Foundation.